# Macédoine aux Jeux olympiques d'été de 2012
La Macédoine participe aux Jeux olympiques d'été de 2012 à Londres au Royaume-Uni du 27 juillet au 12 août 2012. Il s'agit de sa 5e participation à des Jeux d'été.

## Athlétisme
Les athlètes macédoniens ont reçu des wild cards pour les épreuves du 400 m hommes et du 400 m femmes.
Homme
Épreuves sur piste
| Athlète          | Épreuve | Série    | Série | Quart de finale | Quart de finale | Demi-finale | Demi-finale | Finale   | Finale |
| Athlète          | Épreuve | Résultat | Rang  | Résultat        | Rang            | Résultat    | Rang        | Résultat | Rang   |
| ---------------- | ------- | -------- | ----- | --------------- | --------------- | ----------- | ----------- | -------- | ------ |
| Kristian Efremov | 400 m   |          |       | NC              | NC              |             |             |          |        |

Femme
Épreuves sur piste
| Athlète           | Épreuve | Série    | Série | Quart de finale | Quart de finale | Demi-finale | Demi-finale | Finale   | Finale |
| Athlète           | Épreuve | Résultat | Rang  | Résultat        | Rang            | Résultat    | Rang        | Résultat | Rang   |
| ----------------- | ------- | -------- | ----- | --------------- | --------------- | ----------- | ----------- | -------- | ------ |
| Hristina Risteska | 400 m   |          |       | NC              | NC              |             |             |          |        |

## Natation
La Macédoine a sélectionné deux nageurs pour participer aux Jeux.
Homme
| Athlète         | Épreuve       | Série         | Série | Demi-finale | Demi-finale | Finale | Finale |
| Athlète         | Épreuve       | Temps         | Rang  | Temps       | Rang        | Temps  | Rang   |
| --------------- | ------------- | ------------- | ----- | ----------- | ----------- | ------ | ------ |
| Marko Blaževski | 400 m 4 nages | 4 min 32 s 38 | 34e   | NC          | NC          | NC     | NC     |

Femme
| Athlète         | Épreuve          | Série         | Série | Demi-finale | Demi-finale | Finale | Finale |
| Athlète         | Épreuve          | Temps         | Rang  | Temps       | Rang        | Temps  | Rang   |
| --------------- | ---------------- | ------------- | ----- | ----------- | ----------- | ------ | ------ |
| Simona Marinova | 800 m nage libre | 9 min 28 s 41 | 35e   | NC          | NC          | NC     | NC     |